# Tercera Avenida (Manhattan)
La Tercera Avenida es una avenida principal con sentido sur y norte en el East Side de la ciudad de Nueva York borough de Manhattan, empieza desde el norte de Cooper Square siguiendo por más de 120 cuadras. La tercera avenida continua hacia el Bronx a través del río Harlem sobre el puente de la Tercera Avenida al norte de la calle 129 hacia el oeste de Fordham Road en Fordham Center. Es una de las cuatro calles que forman The Hub, un sitio de mucho tráfico y densidad arquitectónica, en el Sur de Bronx.
La tercera avenida sólo es transitada por los vehículos con dirección norte (hacia uptown) al norte de la calle 24, al sur donde se convierte en dos carriles, y después vuelve a su tamaño original en el Bronx. However, el puente de la Tercera Avenida es transitada por vehículos en sentido contrario, permitiendo Solo tráfico con sentido sur. En Manhattan, el letrero de la calle está nombrada como "2 Ave", pero en el Bronx está escrita como "Tercera Ave" o "Third Ave" en inglés.

## Transporte público
Superficial
Servicios generales de taxi están disponibles mediante comunicación por radio. Los siguientes autobuses se utilizan en la Tercera Avenida:
- M98: hacia el oeste de la Calle 193/Fort Tryon Park vía Harlem River Drive
- M101: hacia el oeste de la Calle 193 vía la Avenida Amsterdam
- M102: hacia el oeste de la Calle 146
- M103: hacia el este de la Calle 125

La tercera Avenida fue también hogar de la línea Elevada de la Tercera Avenida durante 1955 en Manhattan, y 1973 en el Bronx.